# Bomba termonucleare B53
La bomba termonucleare Mk/B53 era un'arma nucleare concepita in funzione "bunker buster" sviluppata dagli Stati Uniti d'America durante la Guerra Fredda. Dispiegata inizialmente sui bombardieri del SAC, la B53, con una potenza di 9 megatoni, è stata l'arma più potente nell'arsenale nucleare statunitense dopo che l'ultima bomba termonucleare B41 è stata disattivata nel 1976.
La B53 costituiva la base per lo sviluppo della testata W-53 warhead veicolata dai missili Titan II, che sono state smantellate nel 1987. Anche se non nel servizio attivo per molti anni prima del 2010, cinquanta B53 sono state immagazzinate nella porzione "Hedge" dell'arsenale dell'Enduring Stockpile fino allo smantellamento della ultima B53 nell'ottobre del 2011.
Con il suo smantellamento la più potente bomba dell'arsenale degli U.S.A. rimane la B83, con la capacità di variare la potenza fino a un massimo di 1,2 megatoni di TNT-equivalente. Nel ruolo di bunker buster la B53 è stata sostituita da una variante della bomba termonucleare (a doppio stadio) B61.

## Storia

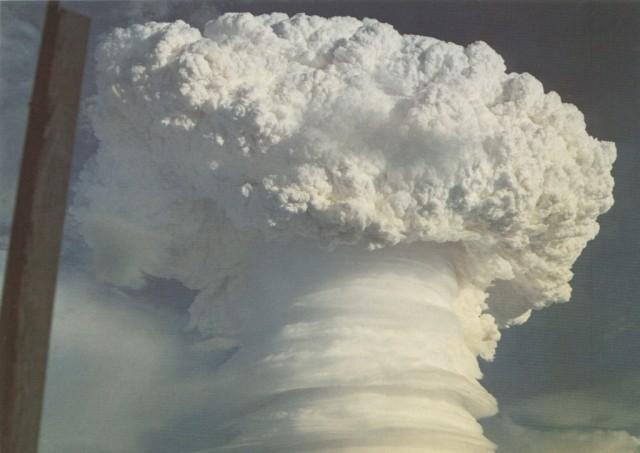
Hardtack Oak nuclear weapon test.

Lo Sviluppo dell'arma iniziò nel 1955 nel Los Alamos National Laboratory, basandosi sulle più primitive armi Mk 21 e Mk 46. Nel Marzo del 1958 lo Strategic Air Command stabilì le specifiche per la bomba Class C (meno di 5 tonnellate, potenza sopra il megatone) per sostituire la Mk 41. Una versione aggiornata della Mk 46 divenne la TX-53 nel 1959. Durante il suo sviluppo la testata TX-53 apparentemente non è mai stata sperimentata, anche se un predecessore esperimentale della TX-46 era stato detonato il 28 giugno del 1958 come test "Oak" durante l'Operazione Hardtack I, che esplodendo diede una resa di 8,9 megatoni di TNT-equivalente.
La Mk 53 venne immessa in produzione nel 1962 e sono stati costruiti 340 esemplari fino al giugno del 1965. La bomba poteva essere installata nei bombardieri B-47 Stratojet, B-52G Stratofortress, e B-58 Hustler che la caricavano spesso nel corso degli anni sessanta. Dal 1968 venne rinominata B53.
Circa 50 bombe e 54 testate per il missile Titan sono state dispiegate fino al 1980. Dopo che un missile Titan II con una testata W-53 esplose in Arkansas, le restanti testate per il Titan sono state ritirate. 50 bombe B-53 sono rimaste nell'arsenale attivo fino al dispiegamento della B61-11 nel 1997. A quel punto le B53, divenute obsolete, vennero immagazzinate per lo smantellamento; che comunque è avvenuto lentamente per problemi di sicurezza e mancanza di risorse. Nel 2010 è stata data l'autorizzazione per smantellare 50 bombe nello stabilimento della Pantex in Texas. L'ultima bomba B53 nell'arsenale è stata smantellata il 25 ottobre del 2011.

## Specifiche
La bomba B53 era lunga 3,81 m con diametro di 50 pollici (1,27 m). Pesava 4010 kg, includendo il sistema di paracadute (pesante da 360 a 410 kg) e un cono "nasale" in alluminio, che permetteva alla bomba di sopravvivere al laydown delivery. Aveva cinque paracadute: un paracadute-pilota (diametro 1,52 m), un paracadute estrattore (diametro 4,88 m), e tre paracadute principali (ognuno con diametro di 14,63 m). L'apertura dei diversi tipi di paracadute dipendeva dalla modalità di attacco, e l'apertura dei tre paracadute principali avveniva soltanto quando serviva che la bomba si posasse lentamente al suolo per trasmettere una potentissima onda d'urto a installazioni sotterranee. Quando serviva una caduta libera, l'intero sistema si sganciava automaticamente .
La testata della B53 usava oralloy (uranio altamente arricchito) invece di plutonio per lo stadio primario a fissione, con una miscela di deuteruro di litio-6 nella sezione a fusione nucleare. Le lenti esplosive erano una miscela di RDX e TNT, che non era insensibile agli urti e al calore. Sono state costruite due varianti: la più potente versione B53-Y1, un'arma "sporca" che usava un secondario circondato da U-238, e la versione "pulita" B53-Y2 avvolta dai metalli pesanti (non-fissili) (piombo oppure tungsteno). La potenza esplosiva era di circa nove megatoni di TNT-equivalente.

## Missione
Nella versione aviolanciata era concepita come un'arma bunker buster, utilizzando uno scoppio di superficie dopo essersi "posata" in modo relativamente lento sul terreno per trasmettere una onda d'urto attraverso il terreno per far collassare il suo bersaglio. Attacchi contro i profondi rifugi sotterranei sovietici nelle aree a sud di Mosca di Chekhov/Sharapovo implicavano l'utilizzo di molteplici bombe B53/W53 che dovevano esplodere a livello del suolo. Sin da allora è stato sostituito in quei ruoli dalla bomba con capacità di penetrazione profonda del terreno B61 Mod 11, testata corazzata che penetra il suolo in profondità per trasmettere molta più energia esplosiva al terreno, e dunque è necessaria una potenza minore per produrre gli stessi danni al rifugio sotterraneo.
Si intendeva ritirare la bomba B53 nel 1980, ma 50 unità rimasero nell'arsenale attivo fino al dispiegamento della B61-11 nel 1997. A quel punto le obsolete B53 sono state portate al magazzino di smontaggio; comunque, il processo di smantellamento delle unità venne molto rallentato per motivi di sicurezza e dalla mancanza di risorse economiche. Per l'ultima bomba B53 il processo di smantellamento cominciò il 25 ottobre del 2011 nell'"Energy Department" dell'azienda Pantex.

## Testata missilistica W53

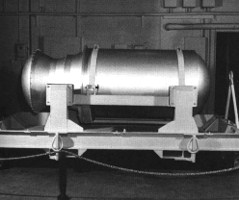
Il contenitore della W53.

La testata da guerra W53 del missile ICBM Titan II utilizzava lo stesso involucro della B53, senza le componenti specifiche per l'aviolancio da bombardiere, come il sistema di paracadute, cosa che riduceva la sua massa a 3690 kg. Con una potenza di 9 megatoni di TNT-equivalente, era la più poderosa testata mai dispiegata su di un missile USAF. Circa 65 testate "Warhead-53" sono state costruite tra il dicembre del 1962 e il dicembre del 1963.
Il missile Titan (con enormi serbatoi molto infiammabili e lento nel caricamento) aveva una scarsa possibilità di sopravvivere a un primo colpo nucleare e ciò, assieme all'impossibilità di essere lanciato in breve tempo (per la necessità rifornirsi di ossigeno liquido e di kerosene), faceva di esso un'arma da primo colpo, destinata principalmente a colpire in modo premeditato (in meno di 25 minuti) le basi aeree e i centri di comando e controllo sotterranei nell'entroterra profondo dell'Unione Sovietica e della Cina.

## Incidente nucleare alla testata W53
Il 19 settembre del 1980 una perdita di combustibile provocò l'esplosione di un missile Titan II all'interno del suo silo in Arkansas, lanciando la testata del W53 a 30 metri oltre la recinzione perimetrale del sito. Grazie a dispositivi di sicurezza incorporati nel sistema di controllo bomba, non esplose né rilasciò alcun materiale radioattivo. 52 missili attivi vennero dispiegati in silo prima dell'inizio del programma di ritiro nell'ottobre del 1982. Dopo la rimozione dall'arsenale dello schieramento di missili Titan (e il loro riutilizzo come lanciatori spaziali), lo smantellamento delle testate nucleari W53 era stato completato attorno all'anno 1988.

## Effetti
Assumendo una detonazione all'altezza ideale (circa 3–5 km), un'esplosione da 9 megaton dà luogo ad una sfera di plasma e gas incandescente con un diametro da 4 a 5 km. La radiazione termica sarebbe sufficiente per causare ustioni letali a qualsiasi persona non protetta entro un raggio di 28,7 km, (pari a 2580 km2). Gli effetti dell'esplosione sarebbero sufficienti per far collassare la maggior parte delle strutture residenziali e industriali all'interno di un raggio di 14,9 km (pari a 780 km2); entro i 5,7 km virtualmente tutte le strutture che emergono dal terreno (anche massicce colonne in cemento armato) verrebbero spazzate via e all'interno di questo primo raggio gli effetti dell'esplosione infliggerebbero circa il 100% di mortalità immediata. All'interno dei 4,7 km di raggio la media delle persone riceverebbe una dose di 500 rem di radiazione ionizzante, sufficiente da sola a causare un tasso di mortalità dal 50% al 90% indipendentemente da qualsiasi altro effetto causato dalla radiazione termica o dall'enorme pressione esplosiva.

### Effetti sulle città e fallout radioattivo
Nel libro di Michael Riordan "Il giorno dopo" si descrivono gli effetti di un attacco contro la città Leningrado (ex Unione Sovietica, oggi San Pietroburgo) facendo detonare una bomba di 9 megaton di potenza sopra il centro geografico della città. Su di una popolazione residente di 4,3 milioni di persone si calcolano circa 3,5 milioni tra morti e feriti gravissimi. Alla quota di detonazione "airburst" (circa 5 km) la quantità di radiazione prodotta è inferiore a quella della bomba atomica di Hiroshima, e la radiazione residua viene immessa in alta atmosfera (spesso si definisce "esplosione autopulente"). Il fallout radioattivo aumenta nelle esplosioni a bassa quota e a livello del suolo, perché migliaia di tonnellate di terra saranno sollevate in aria e sottoposte ad attivazione neutronica.

## Simulacri della B53 in mostra
- Simulacro della B53 nella sala espositiva d'introduzione dell'Atomic Testing Museum di Las Vegas (Nevada).
- Simulacro della B53 in mostra al "Wings Over the Rockies Air and Space Museum", di Denver (Colorado).
- Contenitore della Mark 53 in mostra nella "Cold War Gallery" (Galleria della Guerra Fredda) del National Museum of the United States Air Force di Dayton (Ohio).